# Une histoire de vent
Une Histoire de vent és una pel·lícula francesa del 1988 dirigida per Joris Ivens i Marceline Loridan-Ivens. És protagonitzada per Ivens mentre viatja a la Xina i intenta captar els vents al cinema, mentre reflexiona sobre la seva vida i carrera. La pel·lícula barreja elements reals i ficticis; inclou des d'imatges documentals fins a seqüències de somnis fantàstics i l'òpera de Pequín. Va ser l'última pel·lícula d'Ivens.

## Argument
Al costat d'un molí de vent que gira ràpidament, un nen entra en un gran avió de joguina i diu que volarà a la Xina. Un vell Joris Ivens s'asseu en una cadira al desert de Gobi. A les dunes de sorra que l'envolten un grup d'homes aixequen pals amb micròfons.
Un vell xinès practica arts marcials amb diversos homes més joves davant d'un edifici tradicional xinès. L'Ivens, que té 90 anys, és asmàtic des de petit, i li pregunta a l'home com fa que respira tan bé. El personatge literari Sun Wukong, en una òpera de Pequín, mira des d'un arbre. L'home respon que "el secret de les mentides respirant al ritme del vent de tardor". L'home comença a ballar. Sun Wukong llavors llança una pell de plàtan davant l'home, que rellisca i cau. Ivens l'ajuda a aixecar-se.
Ivens visita el Guanyin daurat a les escultures rupestres de Dazu. Entretallat per paisatges xinesos vists des de l'aire i imatges de temps tempestuós. Es veu el Gran Buda de Leshan. Al desert de Gobi, l'equip de tècnics va muntar un campament. Ivens utilitza una inhalador i és examinat ràpidament per un metge. Un membre del grup diu que el vent no sortirà durant uns quants dies.
L'endemà, Ivens cau de la seva cadira al desert i és portat a un hospital. Sun Wukong el visita al llit de l'hospital. En una seqüència de somnis ampliada, la nau espacial de la pel·lícula Le Voyage dans la Lune' porta Ivens a la Lluna. Allà es troba amb la deessa Chang'e que li diu que no hi ha vent a la Lluna. Ivens ho troba extraordinari. En un poble estilitzat on té lloc un casament, un representant comunista fa un discurs sobre la sort que tenen els vilatans. Sun Wukong apareix i posa l'endoll al micròfon del representant i fa que els altaveus reprodueixin música pop occidental. Ivens es veu breument amb el maquillatge de Sun Wukong.
Ivens entra en una caverna, on els homes el saluden i li diuen que està esperant. Al final de la caverna hi ha una màscara de la qual bufa un fort vent per la boca. Ivens diu que vol conèixer l'home que va fer la màscara, que està arranjada. L'home explica la simbologia mitològica de la màscara i la regala a Ivens, que a canvi li lliura una impressió de la seva pel·lícula de 1930 Breakers.
Ivens és portat al cim d'una muntanya per gravar el so del vent. Es veuen imatges de la invasió japonesa de la Xina, que Ivens va filmar el 1938. Es veuen imatges des de l'aire de la Gran Muralla Xinesa, parcialment coberta de sorra del desert. En intentar filmar l'Exèrcit de guerrers de terracota, Ivens i Marceline Loridan només obtenen permís per filmar durant deu minuts, cosa que no seria suficient. Per tant, Ivens compra un gran nombre de rèpliques a les botigues turístiques locals per crear el seu propi exèrcit, que organitza i filma, juntament amb homes coreografiats vestits de guerrers de terracota.
Al campament d'Ivens al desert de Gobi, una dona vella s'acosta i diu que pot invocar el vent dibuixant una figura màgica. Per fer-ho demana dos ventiladors mecànics, que Ivens accepta donar-li. Ivens explica com durant tota la seva carrera ha intentat domar el vent capturant-lo amb la càmera. La dona dibuixa a la sorra, i un fort vent comença a bufar al desert abans tranquil.

## Llançament
La pel·lícula es va estrenar el 9 de setembre de 1988 a la 45a Mostra Internacional de Cinema de Venècia. Va ser llançat a França a través de MK2 Diffusion el 15 de març de 1989. Un DVD francès es va publicar l'11 de març de 2009.

### Resposta crítica
A The New York Times, Caryn James va escriure: "Rodada entre 1984 i 1988, la pel·lícula està dominada per la presència d'Ivens, llavors a finals dels anys 80... Une histoire de vent, amb les seves escenes de somnis, mites dramatitzats i vida real, suggereix com la creativitat d'aquest vell està lligada als paisatges naturals, les imatges culturals i els records personals que flueixen a través de la pel·lícula". Intentant definir la pel·lícula, James va escriure: "En una conferència de premsa l'altre dia, la senyora Loridan va dir que ella i Ivens estaven treballant en una terra de ningú entre Lumière i Meliès, entre els dos grans cineastes primerencs que van definir el realisme i la fantasia. No hi ha millor descripció del lloc que dibuixen magníficament a Une histoire de vent. La seva narració el·líptica no agradarà a tothom, però aquesta és l'última paraula eloqüent d'un artista important."

### Reconeixements
La pel·lícula va guanyar el Premi Especial al Mostra Internacional de Cinema de São Paulo de 1989. Va rebre el Premi Especial del Jurat de Cinema Documental als 2ns Premis del Cinema Europeu.